# 류브노

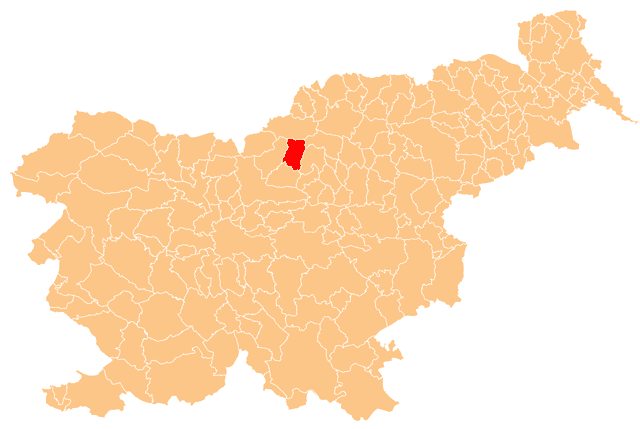
류브노의 위치

류브노(슬로베니아어: Ljubno)는 슬로베니아의 도시로 면적은 78.9km2, 높이는 423m, 인구는 2,701명(2002년 기준), 인구 밀도는 34.2명/km2이다.